# 艾知命
艾知命（19世纪?—20世纪?）热河人，中华民国初年政治人物，基督教徒。

## 生平
光绪三十三年（1907年），艾知命等揭露俄日英法德各国洋行勒买内蒙热河皮毛情形，拟集资十万两开设热塞公司。
“蒙古实业商团设辟才胡同二条，以振兴蒙古实业发达为宗旨，由艾知命发起创办，会长艾知命，1912年12月创办，12月16日批准备案。”
1913年2月，熊希龄赴任热河都统。《民谊》杂志1913年4月第六号称， “热河都统熊希龄到任后即与绅士艾知命等商议改建行省，昨电政府以边地为外人所注意，防备应加严密，都统只能治理军事，民政无人管理，以致俄人藉经商占据土地，如改行省，诸事有所统属。”
1913年，孔教会企图游说国会在起草《中华民国宪法》时将孔教定为国教。他们的主张遭到章太炎、蓝公武、马相伯及部分国会议员的反对。许世英发表《反孔教为国教呈》、艾知命发表《上国务院暨参众两院信教自由不立国教请愿书》等，表示反对立孔教为国教。
国会解散后，1914年1月14日，政治會議開會讨论大總統袁世凯咨詢的祭天、祀孔兩案。政治会议议员中，除馬相伯（天主教徒）、艾知命（基督教徒）兩人坚决反对此兩案外，其余议员均仅就细节问题提问。馬相伯認為，祀天可專設典祀之官，大總統不必躬臨預祭；尊孔則“與宗教前途大有妨礙”，“現在政教分離，宗教之事，概應听人自由信仰，國家萬不可干涉。現在當道者崇奉孔子，遂定祀孔典禮，他日若換一崇奉他教之政府，則又要特頒崇祀他教之典，實非長久之規。而且，既令學堂崇祀孔子，則凡不崇祀之學堂勢必受人排斥，影響甚大。”艾知命提出了三个問题，“（一）孔子是神，還是人？（二）學校祀孔，則將來非孔教者，能否受同等之教育？（三）祀孔典禮與祭天同，則祭天與祀孔，究竟是一是二？”政治会议议员孫毓筠、許鼎霖反對称，“學堂祀孔與不祀孔之學堂，二者並行不悖，並無妨礙。一如外國人崇拜天主耶穌，並未嘗強迫吾人不拜天主耶穌。而且，祀天祀孔乃我國數千年來的習慣，而非今日的特別創舉，因此決不至由此而引起宗教之禍。”双方长时间争论，後来以“應否大祀孔子”交付表決，获得多數议员贊成，仅馬相伯、艾知命两人反對，会议随即散會，將兩案交付審查。1月29日，政治会议再次召开，審查長趙惟熙、許鼎霖報告了審查兩案的情形，議長即决定交付表決，获多數贊成，兩案通過。